# Eric Stangenberg
Eric Gustaf Stangenberg, född den 8 maj 1910 i Västervik, död den 20 januari 1994 i Uppsala, var en svensk jurist.
Stangenberg avlade juris kandidatexamen vid Uppsala universitet 1933 och genomförde tingstjänstgöring 1933–1936. Han blev fiskal i Göta hovrätt 1937, domsagosekreterare 1940, adjungerad ledamot av Göta hovrätt 1943, assessor där 1946, i Hovrätten för Västra Sverige 1948, byråchef i justitiekanslersämbetet 1950 (tillförordnad 1948), hovrättsråd 1953 och revisionssekreterare 1954 (tillförordnad 1953). Stangenberg var tillförordnad justititekansler tidvis 1953–1958, häradshövding i Uppsala läns södra domsaga 1960–1970 och lagman i Uppsala läns södra tingsrätt 1971–1977. Han blev riddare av Nordstjärneorden 1952 och kommendör av samma orden 1967.